# Veillonella
Veillonella ist eine Bakteriengattung aus der Familie der Veillonellaceae aus der Mundhöhle und des Darmtraktes von Menschen und verschiedenen Tieren. Dabei handelt es sich um gram-negative anaerobe Kokkenbakterien. Gemeinsam ist ihnen ein besonderer Stoffwechsel: Sie sind in der Regel nicht in der Lage, Kohlenhydrate einschließlich Glucose zu metabolisieren, aber sie wachsen anaerob gut auf Laktat, Pyruvat, Malat oder Fumarat. Außerdem besitzen sie das Enzym Methylmalonyl-CoA Decarboxylase (EC 7.2.4.3), womit die freie Energie einer Decarboxylierungsreaktion auf einen elektrochemischen Gradienten von Natriumionen übergeführt werden kann.

## Besonderheiten einiger Stämme
Nicht alle Formen sind obligat anaerob, es gibt auch Stämme von Veillonella  parvula, die fakultativ aerob wachsen können. Einige Stämme benötigen als essentielle Faktoren Putrescin oder Cadaverin. Einige Stämme produzieren Schwefelwasserstoff (H2S).

## Vorkommen und klinische Relevanz
Das Habitat der Bakterien ist der menschliche Mundraum, sie stellen einen normalen Bestandteil der menschlichen Mundflora dar und kommen im menschlichen Speichel vor. Dort machen sie 5 bis 16 % der kultivierbaren anaeroben Keime aus. Schon kurz nach der Geburt treten Veillonella im Mundraum auf. Die Veillonella-Bakterien können kaum mit pathologischen Erscheinungen in Verbindung gebracht werden.

## Arten
Laut Rogosa sind die Formen V. discoides, V. reniformis, V. orbiculus und V. vulvovaginitidis nicht zur Gattung Veillonella zugehörig.
Nicht vollständige Aufzählung der zugehörigen Arten:
- Cluster 1[2]
  - Veillonella  alcalescens[1][2]
  - Veillonella  atypica[2]
  - Veillonella  caviae[2]
  - Veillonella  dispar[2]
  - Veillonella  parvula[1][2]
  - Veillonella  rodentium[2]
- Cluster 2[2]
  - Veillonella  criceti[2]
  - Veillonella  ratti[2]
- Cluster 3[2]
  - Veillonella unbenannt, homolog zu Stamm 3312A[2]

## Interaktion mit anderen Bakterien
Verschiedene Bakterien der Veillonella treten in Biofilmen wie dem Zahnbelag gemeinsam mit Streptokokken auf und können miteinander kommunizieren. Dabei agieren die verschiedenen Bakterien als Symbionten, wobei beispielsweise Streptococcus gordonii dazu gebracht wird, sein Genprodukt α-Amylase (amyB) für Veillonella atypica bereitzustellen.

## Etymologie
André-Romain Prévot benannte die Gattung 1933 nach dem französischen Mikrobiologen Adrien Veillon, der die Typusart Veillonella parvula isoliert hatte.

## Web
- Wie das Mikrobiom die Fitness beeinflusst Spektrum, Veillonella kommt im Darm von Sportlern gehäuft vor.